# DNB Carnegie Investment Bank
DNB Carnegie Investment Bank AB (tidigare Carnegie Investment Bank AB) är en nordisk investmentbank med säte i Stockholm. DNB Carnegie är verksamt inom aktieanalys, aktiemäkleri, corporate finance och private banking.
Investmentbanken har huvudkontor i Stockholm med kontor i hela Norden, samt i London och New York. Bankens kunder är institutionella investerare, företag, finansiella institutioner, private equity-bolag och förmögna privatpersoner.
Ursprungligen grundades Carnegie som ett handelshus i Göteborg år 1803. Sedan 1930-talet är företaget verksamt på finansmarknaden.

## Historia

### Bakgrunden
Den skotske adelsmannen George Carnegie gick i landsflykt efter att ha deltagit på den förlorande sidan i jakobitupproret och slaget vid Culloden Moor mot den engelska tronen 1746. Förklädd lyckades han lämna England via London och hamnade i Göteborg. 1758 grundade han ett handelshus, byggde upp en stor förmögenhet och en skara inflytelserika vänner i staden, bland andra landsmännen John Hall och Thomas Erskine, landsflyktig av samma skäl som Carnegie. År 1765 återvände han till Skottland men senare anlände hans son David Carnegie den äldre, till Göteborg för att gå i lära hos faderns vänner Hall och Erskine. Den 4 maj 1803 skapade han tillsammans med tidigare kollegan och blivande kommerserådet Jan Lamberg en handelsverksamhet under namnet D. Carnegie & Co.

### Handelshuset
Inledningsvis importerades bland annat lin, salt, vin samt kolonialvaror, medan exporten utgjordes av traditionella skandinaviska produkter som sill, tran, tjära och trävaror. I verksamheten ingick en betydande rederiverksamhet som änkan till affärsbekantskapen David Mitchell överlät på handelshuset. Trots en mycket turbulent period i nordeuropeisk historia blomstrade affärerna i Göteborg. Carnegies engelska kontakter i kombination med Sveriges svala intresse för kontinentalsystemet, Napoleon Bonapartes försök till handelsblockad mot England, ledde till att Göteborgs hamn fick en särställning i Europa, och under tiden blev D. Carnegie & Co ett av de större handelshusen i staden.
Efter Napoleons nederlag 1813 blev den europeiska handeln med England åter fri vilket ledde till en kraftig tillbakagång för Göteborgs näringsliv. Samtidigt blev David Carnegie, som företrädare för fordringsägarna, indragen i den Hallska konkursen i Göteborg. Processen kom att kosta stora resurser till dess att tvisten slutligen bilades 1826 men bidrog i hög grad till handelshusets kraftiga tillväxt.
Efter att kontinentalsystemet fallit koncentrerade handelshuset D. Carnegie & Co på handel med järn och trävaror. 1828 gick Lambergs son Gustaf in som delägare och 1836 bjöd David Carnegie Sr in sin brorson David Carnegie den yngre som delägare.

### Bruksverksamheten byggs upp

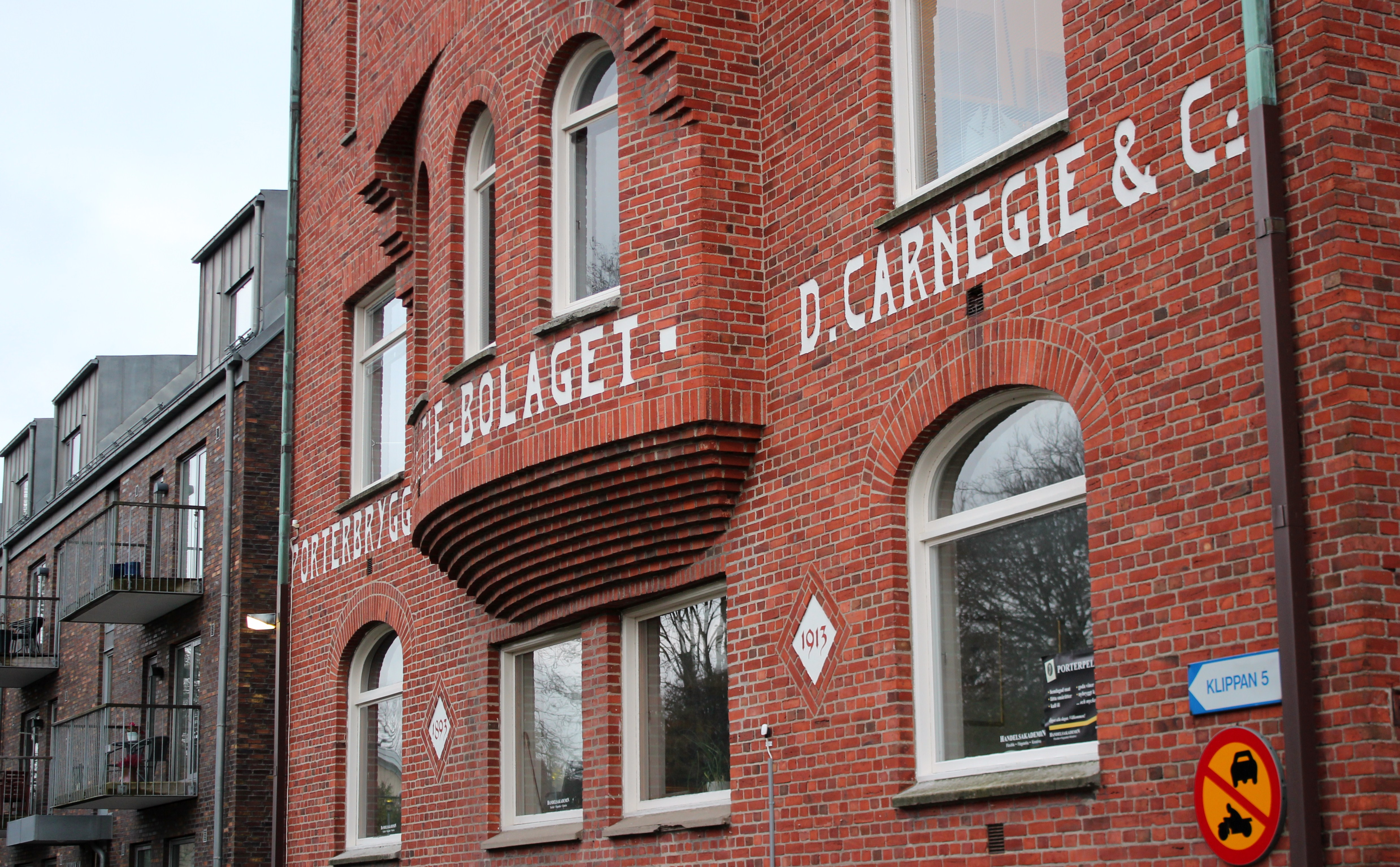
Kontor för Porterbryggeriaktiebolaget D. Carnegie & Co i Klippan.

David Carnegie den yngre (1813–1890) utbildades vid Eton men skickades som 17-åring till en anställning vid farbroderns verksamhet i Göteborg. Han visade snabbt prov på affärssinne. Blott 23 år gammal, på en konkursauktion, köpte han Lorentska porter- och sockerbruken vid Klippan som vid tiden var Göteborgs största industriföretag. Köpet gjordes privat men med farbroderns goda minne och köpeskillingen uppgick till 200 350 riksdaler.
David Carnegie den äldre saknade manliga bröstarvingar. När han dog 1837 blev hans änka Anna Christina (född Beckman) delägare i firman fram till sin död 1840. Gustaf Lamberg lämnade företaget 1841. När David Carnegie den yngre stod som ensam ägare till handelshuset uppgick socker- och porterbruken i handelshusets verksamhet och 1845 avvecklades järn- och trävarurörelsen.   
Abraham Robert Lorent, Lorentska socker- och porterbrukens tidigare ägare, inledde tillverkningen av porter år 1817. Samma år förbjöds import av utländsk porter till Sverige, vilket gav bryggeriet monopol på den populära drycken. Tre olika varianter tillverkades inledningsvis; Brown Stout av högre kvalitet, Draft Porter samt en ljusare maltdryck under namnet Ale. 
Trots de goda förutsättningarna hade verksamheten svårt att klara av de tyngande räntebetalningarna. A. R. Lorent och hans bror P. E. Lorent sköt till betydande kapital och övertalade svågern John Nonnen att göra likaledes. Nonnen kämpade med driften av företaget men vid A. R. Lorents död 1833 försattes dödsboet i konkurs, så småningom också bruken som köptes av David Carnegie 1836.
Genom tidigare affärsförbindelser hade David Carnegie stort förtroende för Nonnen och Nonnen såg möjligheterna för bruken. En förutsättning för att Carnegie skulle investera i de konkursade bruken var att Nonnen fortsatte som företagsledare. Bägge tänkte rätt. Investeringen i socker- och porterbruken visade sig bli en magnifik affär. Fyra år efter köpet var årsvinsten enbart i sockerverksamheten större än hela köpeskillingen. 
Under andra halvan av 1800-talet stod bruket för 30 % av Sveriges totala sockerproduktion. Omkring 1850 hade Carnegies bruk cirka 300 direkt anställda, varav en tredjedel vid porterbruket. Årsproduktionen låg kring en halv miljon liter porter. Inledningsvis svarade bryggerinäringen för drygt hälften av företagsgruppens vinst, men andelen föll snart till mindre än en tiondel. Skälet var inte en tillbakagång för Carnegies porter utan att sockerraffinaderiets verksamhet växte mycket snabbt. 
Efter Nonnens död 1845 övertog David Carnegies vän Oskar Ekman ledningen för företagsgruppen. 1861 kunde Oscar Ekman trappa ned på sin arbetsbörda när hans bror, tidigare sjöofficeren Emil Ekman, invigdes i affärerna. Oscar Ekman hade många andra engagemang, bland annat var han länge ordförande i det 1864 grundade Skandinaviska Kreditaktiebolaget, numera en del av SEB. 
En ny glansperiod för portern kom under 1860- och 1870-talen då produktionen och antalet anställda steg kraftigt. För att klara expansionen krävdes säkra leveranser av glasbuteljer. Årnäs Glasbruk, som gått i konkurs 1868, köptes in på exekutiv auktion varefter glasbrukets produktionskapacitet byggdes ut. Portertillverkningens ekonomiska stabilitet behövdes eftersom sockerbruken samtidigt genomgick en turbulent period med stigande konkurrens och kraftiga prisfluktuationer. Sockermarknaden var på väg mot en nödvändig koncentration.
1907, efter att Oscar Ekman avlidit, togs verksamheten över av Ekmans svärson Karl Langenskiöld. Sockerverksamheten såldes till Svenska Sockerfabriksaktiebolaget som bildades samma år på Grand Hôtel i Stockholm. Sockerbolaget var Sveriges största företag och svarade för 97 % av landets totala sockerproduktion.

### Bruksverksamheten monteras ned
När sockerrörelsen sålts omstrukturerades verksamheten och "gamla" D. Carnegie & Co likviderades 1909. Verksamheten i Carnegie stod nu på två ben: porterbryggeriet och en fastighetsrörelse där bl.a. Årnäs glasbruk ingick. 
Oscar Ekmans ättlingar kontrollerade 36 % av aktierna, David Carnegie den yngres son James 20 % och Emil Ekmans ättlingar 14 %. Oscar Ekmans svärson, Karl Langenskiöld, var i egenskap av ordförande i "gamla" D. Carnegie & Co den som ledde likvidationen. 
Under första världskriget, infördes ransonering på malt. Åtgärden slog hårt mot porterbolaget och värre blev det 1917 när systemet med motbok på alkoholhaltiga drycker infördes. 1920 övertog AB Vin- & Spritcentralen bryggeriet för en summa som i dagens penningvärde uppgår till cirka 183 Mkr. 1938 såldes Carnegiebryggeriet vidare till Pripp & Lyckholm, sedermera Carlsberg Sverige som fortfarande tillverkar en ölsort under namnet Carnegie. Porterbryggeriets gamla lokaler inrymmer numera Quality Hotel Waterfront Göteborg. Glasbruksrörelsen kom att ökas 1943 med Surte glasbruk. 1960 såldes de båda glasbruken till AB Plåtmanufaktur i Malmö. Bryggeriet stängde för gott efter 165 års verksamhet den 31 augusti 1979.

### Finansverksamheten
I samband med att industriverksamheterna avyttrades ändrades företagets inriktning. I början av 1960-talet hade Carnegie omvandlats till ett förvaltningsbolag. Vinsterna från försäljningarna placerades i börsnoterade aktier och 1964 köptes den närstående Bankirfirman Langenskiöld. 
Bankirfirman var en liten och oansenlig verksamhet som arbetade mest med ägarfamiljernas affärer. 1964 börsintroducerades företaget och 1967 flyttades all verksamhet till Stockholm. 1968 övervägdes en försäljning av bankirfirman men istället kom en ny glansperiod att inledas året därpå när de unga stjärnmäklarna Erik Penser och Tomas Fischer erbjöd företaget sina tjänster. Under 1968 uppgick firmans omsättning till 21 Mkr. Året därpå hade den stigit till 337 Mkr. Antalet anställda fyrfaldigades på tre år.
1980, samma år som bankirfirman Langenskiöld bytte namn till Carnegie Fondkommission, blev Erik Penser störste ägare i investmentbolaget Asken, som i sin tur ägde 35 % av aktierna i Carnegie. Carnegie var samtidigt näst störste ägare i Asken. Samma år gjordes en första utlandsetablering när det till 75 % ägda Londonbaserade Carnegie International bildades. Under 1980-talet rekryterades fler namnkunniga "stjärnor" till verksamheten som Mats Qviberg och Johan Björkman. 
1983 köpte huvudägaren Investment AB Asken detaljhandelskoncernen JS Saba. 1985 köpte sedan Saba Investmentbolaget Carnegie, inklusive Carnegie Fondkommission. D. Carnegie & Co blev moderbolag med ett detaljhandelsben och ett finansben att stå på. 
1988 såldes Saba till Axel Johnson AB för 3,5 miljarder kronor och det tidigare pressade Erik Pensers förvaltningsbolag Yggdrasil hade fått andrum. Elva dagar efter försäljningen av Saba meddelades att statliga PK-Banken köpt Carnegie Fondkommission för 2,7 miljarder kronor. Det som väckte ilska inom vissa politiska kretsar var att Erik Penser genom affären fick ett ägande på 23 % i PK-banken. Affären hade negativa effekter på Carnegies verksamhet. Samtidigt som Sverige var på väg in i en finansiell överhettning som inom några år skulle förbytas i en mycket svår finanskris, valde flera nyckelpersoner att lämna företaget.
I slutet av 1980-talet bedrev Carnegie en expansion utanför Sverige som ledde till betydande verksamheter i framför allt övriga nordiska länder, en position som bolaget fortfarande har. Förutom Danmark, Finland, Norge och Sverige har koncernen verksamheter i Luxemburg, Storbritannien och USA.
1994 sålde Nordbanken (tidigare PK-banken) majoriteten i Carnegie till brittiska Singer & Friedlander medan personalen köpte resterande aktier. I juni 2001 noterades Carnegies moderbolag, D. Carnegie & Co AB, på Stockholmsbörsen till en värdering på 7,7 miljarder kronor.

### Carnegieaffären
Den 8 maj 2007 meddelade Carnegie att man upptäckt att resultatet i företagets tradingverksamhet kraftigt överskattats till följd av överträdelser av de interna reglerna. Den negativa nettoeffekten på företagets nettoresultat uppskattades till en början till 128 Mkr. I ett nytt pressmeddelande den 24 maj meddelade företaget att den fortsatta utredningen visat på liknande överskattningar under perioden 2005–2007 och att den sammanlagda negativa nettoeffekten på företagets nettoresultat uppgick till 227 Mkr. Av pressmeddelandet framgick även att tre personer som verkat inom tradingen polisanmälts, däribland tradingchefen. Dessa tre personer hade under perioden kraftigt övervärderat sina tradingpositioner och därmed resultat, vilket ledde till att 175 Mkr för mycket betalades ut i bonus till de anställda.
Den 28 september tilldelade Finansinspektionen (FI) Carnegie en varning och företaget tilldöms att betala den högsta möjliga straffavgiften, 50 miljoner kronor. Dessutom tvingas Carnegie att byta ut verkställande direktör och styrelse.
Samtidigt som inspektionen kritiserade Carnegies ledning för bristande kontroll har Finansinspektionens egna revisorer inte haft några anmärkningar på kontrollsystemen eller värderingarna under de aktuella åren.
Som en följd av FI:s skarpa kritik kände Carnegie sig nödgade att avsäga sig det uppdrag man tilldelats av svenska staten att bistå vid utförsäljningen av OMX och SBAB.
Carnegie överklagade Finansinspektionens beslut, bland annat med motiveringen att inspektionens utredning hade haft så stora brister, att beslutet byggde på sakfel samt att inspektionen saknade stöd i lagen för sitt beslut. Den 28 november 2007 dömde Stockholmsbörsens disciplinnämnd Carnegie till ett vite på 6,8 Mkr till följd av de mäklare som "manipulerat marknadspriser för att dölja tidigare avsiktliga felvärderingar", en formulering som Carnegie ansåg gav företaget stöd i tvisten med Finansinspektionen.
Förre börschefen Kerstin Hessius och tidigare professorn i finansiell ekonomi, Gabriel Urwitz har i debattartiklar kritiserat Finansinspektionens agerande och ifrågasatt den juridiska grunden för besluten.

### Finanskrisen 2008
Sommaren 2008 blev det känt att Carnegie riskerade en förlust om 225 miljoner kronor på krediter till norrmannen Jostein Eikeland. Senare samma år, i samband med Carnegies tredje kvartalsrapport för 2008, blev det också känt att banken riskerade en förlust på 1 miljard kronor för lån till finansmannen Maths O. Sundqvist. Som en följd av det föll Carnegies aktie med 40 % på rapportdagen, den 24 oktober 2008.
För att klara sin finansiering ansökte Carnegie om likviditetsstöd hos Riksbanken i slutet på oktober 2008. Totalt beviljades man ett kreditavtal om 2,4 miljarder kronor. Som säkerhet ställde Carnegies moderbolag, D. Carnegie & Co AB, alla aktier i Carnegie samt alla aktier i Max Matthiessen. Den 10 november 2008 kl 15.00 förlorade Carnegie Investment Bank AB sitt banktillstånd, varpå Riksgälden kl 15.02 tog över ägandet av banken samt Max Matthiessen. Finansinspektionen ändrade kl 15.10 sitt beslut om indragna tillstånd till att istället omfatta en varning, vilket var på förhand bestämt att så skulle ske om Riksgälden tog över ägandet av Carnegie Investment Bank och Max Matthiessen.

### Efter finanskrisen
Den 11 februari 2009 offentliggjorde Riksgälden att de sålt Carnegie till riskkapitalbolaget Altor och investmentbolaget Bure Equity. Köpeskillingen uppgick till 1,4 miljarder kronor. Efter att Altor och Bure övertagit ägandet blev Carnegie Investment Bank AB ett dotterbolag till det nystartade förvaltningsbolaget Carnegie Holding AB (inledningsvis med namnet ABCIB Holding AB).
Vid årskiftet 2009–2010 separerade Carnegie Investment Bank affärsområdet Asset Management (kapitalförvaltning) från den övriga verksamheten genom att bilda ett nytt bolag, Carnegie Asset Management (från 2017 med namnet C WorldWide Asset Management). Både Altor och Bure kvarstod som ägare i de två bolagen fram till 2012, då Bure sålde sina andelar till Altor.
Den 3 september 2010 offentliggjordes att Carnegie skulle förvärva HQ Bank, efter att Finansinspektionen hade dragit in deras tillstånd att bedriva bankverksamhet och tvingat banken att likvideras. Köpeskillingen för HQ Bank uppgick till 268 Mkr och därutöver förvärvades även fondverksamheten, HQ Fonder, för 850 Mkr. Samtliga 300 anställda i HQ Bank och HQ Fonder blev anställda i Carnegie-koncernen. HQ Bank integrerades med Carnegie Investment Bank medan HQ Fonder bytte namn till Carnegie Fonder. Efter förvärven består därför Carnegie-koncernen av moderbolaget Carnegie Holding AB med de två dotterbolagen Carnegie Investment Bank AB och Carnegie Fonder AB.
I november 2023 förvärvade Carnegie värdepappersrörelsen från Erik Penser Bank. I köpet ingick Erik Penser Wealth Management, Erik Penser Corporate Finance samt analystjänsterna Penser Access och Penser Future. Vederlaget för förvärvet utgjordes av aktier i Carnegie. Erik Penser Bank blev därmed ny delägare i Carnegie och tog också en plats i Carnegies styrelse.
I oktober 2024 meddelade Altor och minoritetsägarna i Carnegie-koncernen att man hade ingått ett avtal om att sälja Carnegie Holding AB till norska DNB för 12 miljarder kronor (SEK). I koncernen ingick vid försäljningen förutom Carnegie Investment Bank AB inklusive utländska filialer, även fondbolagen Carnegie Fonder AB och Holberg Fondsforvaltning AS samt den digitala investeringsplattformen Montrose by Carnegie AB. Som en följd av ägarförändringen bytte Carnegie Investment Bank AB namn till DNB Carnegie Investment Bank AB, medan moderbolaget bytte namn från Carnegie Holding AB till DNB Carnegie Holding AB.

## Verksamhet
Sedan 2010 har banken tre affärsområden: Investment Banking, Securities och Private Banking.

### Investment Banking
DNB Carnegies Investment Banking erbjuder rådgivning inom fusioner och förvärv, aktiemarknadstransaktioner och kapitalanskaffning. Bland annat hjälper man bolag som vill börsnoteras och bolag som vill genomföra en nyemission.

### Securities
Inom affärsområdet Securities erbjuder DNB Carnegie institutionella investerare analys och mäkleri med fokus på nordiska aktier och derivat. Utöver analys som betalas av kunderna erbjuder DNB Carnegie också betald uppdragsanalys, där det är det analyserade bolaget som ersätter banken. Carnegie har också flera egna aktieindex, bland annat ett fastighetsindex och nordiska småbolagsindex.

### Private Banking
Inom affärsområdet Private Banking erbjuder DNB Carnegie finansiell rådgivning till förmögna privatpersoner, företag, institutioner och stiftelser. Det innefattar bland annat hjälp med förvaltning, juridik, skatt och handel med värdepapper.

## Donationer
Redan under handelshusets första tid donerades betydande summor till anställdas pensioner och välgörande ändamål. 1886, i samband med 50-årsfirandet av övertagandet av de Lorentska bruken, donerade företaget 100 000 kronor till en understödsfond för arbetarna. David Carnegie själv bidrog med 50 000 kronor. Både David Carnegie och Oscar Ekman gjorde stora donationer till offentliga institutioner som Göteborgs universitet.
1998 instiftade investmentbanken konstpriset Carnegie Art Award i syfte att lyfta fram samtida nordisk konst. Priset, som var Nordens största konstpris, upphörde 2014.

## Kontor
DNB Carnegie Investment Bank har sitt huvudkontor på Regeringsgatan 56, men satt tidigare i Tändstickspalatset; båda adresserna i Stockholms innerstad. Bankens övriga kontor i Sverige finns i Göteborg, Malmö och Linköping.

## Styrelseordförande
- 1921–1924: K.G. Karlsson
- 1925–1928: Ivan Bratt
- 1929–1933: Philip Söderhielm
- 1933– : Vilhelm Månsson

...
- –2001: John Hodson[31]
- 2001–2002: Christer Zetterberg[31]
- 2003–2006: Lars Bertmar[32]
- 2006–2007: Christer Zetterberg[33]
- 2007–2008: Anders Fällman[34]
- 2008–2009: Peter Norman[35]
- 2009–2013: Arne Liljedahl[36]
- 2013–2019: Bo Magnusson[37]
- 2019–2025: Anders Johnsson[38]
- 2025–: Alexander Opstad[39]

## Verkställande direktörer
- 1921–1940: Arvid Uddenberg[40]
- 1940– : Gunnar Risholm[40]

...
- 1990–2003: Lars Bertmar[32]
- 2003–2006: Karin Forseke[41]
- 2006–2007: Stig Vilhelmson[42]
- 2007–2008: Anders Onarheim (tf.)[43]
- 2008–2009: Mikael Ericson[44]
- 2009–2009: Niklas Johansson (tf.)[45]
- 2009–2012: Frans Lindelöw[46]
- 2012–2012: Pia Marions (tf.)[47]
- 2012–2015: Thomas Eriksson[47]
- 2015–2023: Björn Jansson[48]
- 2023–: Tony Elofsson[49]